# Dúo Benítez-Valencia
El Dúo Benítez-Valencia fue un dúo ecuatoriano conformado por Gonzalo Benítez y Luis Alberto 'Potolo' Valencia.

## Permanencia
Existió desde 1942 hasta 1970, año en el que Luis Alberto 'Potolo' Valencia muere. Sus interpretaciones incluyeron varias canciones de diversos géneros musicales típicos del folclor ecuatoriano, como el yaraví, pasillo, albazo, alza y danzante.
Tras la muerte de Luis Alberto 'Potolo' Valencia, Gonzalo Benítez prosiguió su carrera musical hasta el año 2005, cuando falleció.
Entre las composiciones más emblemáticas de este dúo se encuentra la melodía de la canción Vasija de barro, compuesta por Gonzalo Benítez en 1950.

## Homenajes y distinciones
- En 1962, Carlos Julio Arosemena Monroy, presidente del Ecuador en aquel entonces, galardonó al dúo otorgándole la Condecoración Nacional en el grado de Caballeros.[4]
- El 1 de diciembre de 2010, el Concejo Metropolitano del Municipio de Quito resolvió declarar a la producción musical del dúo conformado por Gonzalo Benítez y Luis Alberto Valencia como patrimonio intangible de la ciudad.[5]

- En diciembre de 2017, la alcaldía del Municipio del Distrito Metropolitano de Quito inauguró la plaza “Dúo Benítez-Valencia”, ubicada sobre el estacionamiento La Ronda, entre las calles Guayaquil y Venezuela.[6]